# Liste des Premiers ministres de l'Éthiopie
Pour le poste, voir Premier ministre d'Éthiopie
La liste des Premiers ministres de l'Éthiopie présente les chefs du gouvernement de ce pays depuis 1943.
| Nom                                                       | Investiture       | Fin du mandat     | Parti                                  |
| --------------------------------------------------------- | ----------------- | ----------------- | -------------------------------------- |
| Empire éthiopien                                          |                   |                   |                                        |
| Mekonnen Endelkachew                                      | 1943              | 27 novembre 1957  |                                        |
| Abebe Aregai                                              | 27 novembre 1957  | 15 décembre 1960  |                                        |
| Poste vacant                                              |                   |                   |                                        |
| Tsehafi Taezaz Aklilu Habte-Wold                          | 17 avril 1961     | 1er mars 1974     |                                        |
| Endalkachew Makonnen                                      | 1er mars 1974     | 22 juillet 1974   |                                        |
| Mikael Imru                                               | 3 août 1974       | 12 septembre 1974 |                                        |
| Fonction abolie du 12 septembre 1974 au 10 septembre 1987 |                   |                   |                                        |
| République démocratique populaire d'Éthiopie              |                   |                   |                                        |
| Fikre Selassie Wogderess                                  | 10 septembre 1987 | 8 novembre 1989   | Parti des travailleurs éthiopiens      |
| Hailu Yimenu                                              | 8 novembre 1989   | 26 avril 1991     | Parti des travailleurs éthiopiens      |
| Tesfaye Dinka                                             | 26 avril 1991     | 27 mai 1991       | Parti des travailleurs éthiopiens      |
| Gouvernement de transition                                |                   |                   |                                        |
| Tesfaye Dinka                                             | 27 mai 1991       | 6 juin 1991       | Parti des travailleurs éthiopiens      |
| Tamrat Layne                                              | 6 juin 1991       | 22 août 1995      | Mouvement national démocratique Amhara |

## République démocratique fédérale d'Éthiopie (depuis 1995)
| N° | Portrait               | Titulaire (Naissance-mort)          | Élection            | Mandat       | Mandat                          | Mandat                      | Parti politique | Parti politique |
| N° | Portrait               | Titulaire (Naissance-mort)          | Élection            | Début        | Fin                             | Durée                       | Parti politique | Parti politique |
| -- | ---------------------- | ----------------------------------- | ------------------- | ------------ | ------------------------------- | --------------------------- | --------------- | --------------- |
| 10 | Meles Zenawi           | Meles Zenawi (1955-2012)            | 1995 2000 2005 2010 | 23 août 1995 | 20 août 2012 (mort en fonction) | 16 ans, 11 mois et 28 jours |                 | FLPT (FDRPE)    |
| 11 | Haile Mariam Dessalegn | Haile Mariam Dessalegn (né en 1965) | 2015                | 20 août 2012 | 2 avril 2018                    | 5 ans, 7 mois et 13 jours   |                 | MDPSE (FDRPE)   |
| 12 | Abiy Ahmed             | Abiy Ahmed (né en 1976)             | 2021                | 2 avril 2018 | en cours                        | 6 ans, 11 mois et 6 jours   |                 | PDO (FDRPE) PB  |